# 熊部稔
熊部 稔（くまべ みのる、1947年1月2日 - ）は、東京都出身のプロゴルファー。

## 来歴
大東文化大学卒業後の1969年に東京よみうりカントリークラブへ入社し、1972年にプロテスト合格。
1973年のブリヂストントーナメントでは初日にホームコースの有利さを生かして1イーグル、5バーディーで、新井規矩雄と共に7アンダー65をマークして首位タイに立った。2日目には2オーバーと崩れ、前田新作・大嶋正春・鈴木規夫と並んでの7位タイと落ちた。
1978年からはよみうりゴルフ倶楽部に移動し、同年のペプシウィルソントーナメントでは初日に69で橘田規・佐藤精一・尾崎将司、ピーター・トムソン（オーストラリア）に次ぐ5位でスタートした。
1983年のペプシ宇部では好コンディションで58人がアンダーパーというバーディラッシュの初日を島田幸作・金井清一・高橋勝成と並んでの6位タイでスタートし、2日目には冨田三十士・中村通・牧野裕、グラハム・マーシュ（オーストラリア）、島田・船渡川育宏・橘田光弘と並んでの7位タイに着けた。
1988年の富山県オープンでは安達典夫と並んでの3位タイに入った。
1990年の関東オープンを最後にレギュラーツアーから引退し、同年のミズノTOKYOオープンでは2日目には天野勝と並んでの5位タイに着けた。
1991年には日本プロゴルフ協会代議員に就任すると、その後はトーナメント管理委員、広報委員長、PGAツアーディレクターを歴任し、現在は平林孝一と共に「よみうりゴルフガーデン」専属レッスンプロ。

## 主な著書
- 「ゴルフいまさら聞けない初歩の初歩教えます 一目で頭に入る基本ルールから、シングルになれる(秘)上達法まで」KKロングセラーズ、1996年4月1日、ISBN 978-4-84-540502-2